# Geomalacus maculosus
Geomalacus maculosus is een slakkensoort uit de familie van de Arionidae. De wetenschappelijke naam van de soort is voor het eerst geldig gepubliceerd in 1843 door Allman.